# جیانلوکا گاودنزی
جیانلوکا گاودنزی (انگلیسی: Gianluca Gaudenzi؛ زادهٔ ۲۸ دسامبر ۱۹۶۵) بازیکن فوتبال اهل ایتالیا است.
از باشگاه‌هایی که در آن بازی کرده‌است می‌توان به باشگاه فوتبال هلاس ورونا، باشگاه فوتبال مودنا، باشگاه فوتبال آنکونا، باشگاه فوتبال برشا، باشگاه فوتبال کالیاری، باشگاه فوتبال مونتسا، باشگاه فوتبال دلفینو پسکارا، باشگاه فوتبال چزنا، باشگاه فوتبال آ.ث. میلان، و باشگاه فوتبال لیورنو اشاره کرد.